# Museo veneto del giocattolo
Il Museo Veneto del Giocattolo ha sede a Padova, zona Mandria, presso il centro polifunzionale Civitas Vitae.

## Storia
Il Museo è nato del 2006 per conservare e valorizzare una collezione di giocattoli, da fine Ottocento agli anni Cinquanta, formata grazie alla generosità di alcuni collezionisti. I giocattoli conservati ed esposti nelle sale del Museo rappresentano un'importante testimonianza artistica e artigianale, ma soprattutto ricoprono un ruolo fondamentale nella valorizzazione della dimensione della memoria e della relazionalità.
Il Museo Veneto del Giocattolo è aperto tutti i giorni ed è ad ingresso gratuito.

## La collezione
I giocattoli esposti al Museo Veneto del Giocattolo appartengono a diverse tipologie, dalle automobili ai treni, dalle navi agli aerei, dalle bambole ai peluches, dai soldatini ai giochi di fantasia. Ad ogni tipologia di giocattolo è dedicata una sezione del percorso espositivo, che comprende inoltre una sezione dedicata esclusivamente ai giocattoli in latta prodotti dalla ditta padovana Ingap. Negli anni la collezione è accresciuta, aprendo uno sguardo anche ai giocattoli che maggiormente hanno caratterizzato gli ultimi vent'anni: i videogiochi. Il Museo Veneto del Giocattolo offre infatti un'esperienza di visita interattiva, dando la possibilità ai suoi visitatori di giocare con la console Nintendo DS, una delle console più famose prodotte nell'ultimo ventennio.